# Sân bay Melilla
Sân bay Melilla là một sân bay ở Melilla, Tây Ban Nha (IATA: MLN, ICAO: GEML). Sân bay này nằm gần biên giới với Maroc, được khai trương năm 1969.
Năm 1998, chuyến bay 146 của Paukn Air BAe rơi trên một ngọn đồi khi hạ cánh xuống sân bay Melilla làm tất cả 38 người trên máy bay thiệt mạng.
Một chiếc máy bay Fokker F50 của Air Nostrum (Iberia) trượt đường băng và vỡ tung ra vào ngày 17 tháng 1 năm 2003. Sự cố làm 9 người bị thương nhưng không có ai thiệt mạng.

## Các hãng hàng không và các tuyến điểm
- Iberia Airlines (Almería, Barcelona, Granada, Madrid, Málaga, Sevilla, Mallorca, Quần đảo Canaria)

## Thống kê
Số lượng hành khách, hoạt động và hàng hóa kể từ năm 2000:
| Năm                    | Số lượt khách | Số lượt chuyến | Hàng hóa (tấn) |
| ---------------------- | ------------- | -------------- | -------------- |
| 2000                   | 263,751       | 8,916          | 650            |
| 2001                   | 229,806       | 8,707          | 587            |
| 2002                   | 211,966       | 8,013          | 546            |
| 2003                   | 223,437       | 9,017          | 479            |
| 2004                   | 245,102       | 9,098          | 387            |
| 2005                   | 271,589       | 9,296          | 323            |
| 2006                   | 313,543       | 10,696         | 431            |
| 2007                   | 339,244       | 11,146         | 434            |
| 2008                   | 314,643       | 10,959         | 386            |
| 2009                   | 293,695       | 9,245          | 350            |
| 2010                   | 292,608       | 8,935          | 340            |
| 2011                   | 286,701       | 9,119          | 265            |
| 2012                   | 315,850       | 9,922          | 235            |
| 2013                   | 289,551       | 7,893          | 164            |
| 2014                   | 319,603       | 8,873          | 136            |
| 2015                   | 317,806       | 8,409          | 136            |
| 2016                   | 330,116       | 8,535          | 141            |
| 2017                   | 324,366       | 7,956          | 134            |
| 2018                   | 348,121       | 8,085          | 127            |
| 2019                   | 434,660       | 9,768          | 134            |
| 2020                   | 195,636       | 5.158          | 32             |
| 2021                   | 332,446       | 7,828          | 9              |
| 2022                   | 447,450       | 9,772          | 22             |
| Nguồn: Aena Statistics |               |                |                |

Năm 2019, kỷ lục tổng số hành khách đã bị phá vỡ (434.660). Kỷ lục hiện tại là năm 2022 với 447.450 hành khách (gần hết công suất hàng năm của sân bay là 500.000).